# Giuseppe Di Donna
Giuseppe Di Donna, Venerabile (Rutigliano, 23 agosto 1901 – Andria, 2 gennaio 1952) è stato un vescovo cattolico italiano.

## Biografia
Ultimo dei nove figli di Domenico e Laura Santa Di Carlo e nato a Rutigliano, nella città metropolitana di Bari e diocesi di Conversano-Monopoli, il 23 agosto 1901 in una famiglia benestante, venne battezzato nella chiesa madre di Santa Maria della Colonna e San Nicola, dove, dieci anni dopo, conobbe un religioso dell'Ordine della Santissima Trinità. All'età di undici anni entrò nell'ordine dei Trinitari. Il suo fratello maggiore, il presbitero Giovanni Battista, lo aiutò ad entrare nella scuola Santa Lucia gestita dai Trinitari a Palestrina il 12 ottobre 1912. Ricevette il sacramento della riconfermazione a Palestrina il 27 agosto 1914 dal cardinale Vincenzo Vannutelli. Il 12 ottobre 1916 venne inviato a Livorno per il noviziato presso il convento di San Ferdinando, prendendo il nome di frate Giuseppe della Vergine, e poi a Roma per lo studio della filosofia e della teologia presso il Collegio San Crisogono. Il 23 dicembre 1923 emise la professione solenne nell'ordine. Frequentò nello stesso periodo la Pontificia Università Gregoriana e il 18 maggio 1924 venne ordinato presbitero per poi dedicarsi all'insegnamento nelle classi superiori del ginnasio.
Il 4 giugno 1926, con altri quattro membri dell'Ordine, partì da Roma per il Madagascar, nella città di Miarinarivo, dove contribuì allo sviluppo di quel paese. Si trovò in mezzo a tanta povertà e a malattie, tra cui la peste bubbonica, e si impegnò per risolvere alcune ostilità governative.

### Ministero episcopale
Per i suoi meriti fu richiamato, dopo tredici anni, nel 1939 dall'Africa da papa Pio XII per elevarlo nell'anno seguente alla dignità vescovile affidandogli la diocesi di Andria. Ordinato a Roma il 31 marzo 1940, presso la basilica di San Crisogono, dal cardinale servo di Dio Raffaele Carlo Rossi, co-consacranti gli arcivescovi servo di Dio Celso Benigno Luigi Costantini e Francesco Petronelli, iniziò il ministero episcopale il 5 maggio successivo. Qui, durante i difficili anni del dopoguerra, si prodigò a mediare e mitigare le cruente e violente lotte tra i contadini e i proprietari terrieri, lotte che fecero parecchie vittime. Arrivò a dare i propri beni ai poveri, mentre, dal punto di vista pastorale, raccomandò ai presbiteri l'insegnamento del catechismo. Promosse in tutte le parrocchia l'Azione Cattolica, costituì un'Opera diocesana per le Vocazioni e appoggiò le Pontificie Opere Missionarie. Nel 1947 celebrò il Congresso mariano e nel 1950 il sinodo diocesano. Resse la diocesi di Andria fino alla morte, avvenuta a 50 anni, il 2 gennaio 1952, dopo una lunga malattia causata da una neoplasia polmonare, in concetto di santità.
Nel corso del suo ministero pubblicò la lettera pastorale L'Edificio sociale, in cui sintetizzò la dottrina sociale della Chiesa e ne indicò le ricadute dottrinali e politiche per i fedeli. Il 1 maggio 1946 pubblicò un piccolo scritto, quasi un catechismo, in forma dialogica, Sulla vera natura del Comunismo. A quest'opera importante sul piano dottrinale affiancò un'attività di promozione di opere sociali: Associazioni Cristiane Lavoratori Italiani, cooperative per i braccianti ed orfanotrofi.

## Processo di beatificazione
Il 30 novembre 1956 iniziò il processo di beatificazione e fu chiuso un decennio dopo, il 4 luglio 1966, quando il contenuto dell'indagine fu inviato alla Congregazione dei riti. La causa rimase irrisolta fino al 18 ottobre 1991, quando la Congregazione per le cause dei santi convalidò il processo. Nel 1993 ricevette la positio della postulazione per ulteriori ricerche e valutazioni ma i teologi consultori si incontrarono solo un decennio dopo. Nel 1998 la Conferenza episcopale pugliese ha inviato a papa Giovanni Paolo II la richiesta del riconoscimento delle virtù eroiche di Giuseppe Di Donna, le quali sono state riconosciute da papa Benedetto XVI, nel concistoro del 3 luglio 2008, con il decretum super virtutibus allorché è stato dichiarato venerabile.
L'attuale postulatore della causa è il presbiterio dell'Ordine della Santissima Trinità Javier Carnerero Penalver.

## Genealogia episcopale
La genealogia episcopale è:
- Cardinale Scipione Rebiba
- Cardinale Giulio Antonio Santori
- Cardinale Girolamo Bernerio, O.P.
- Arcivescovo Galeazzo Sanvitale
- Cardinale Ludovico Ludovisi
- Cardinale Luigi Caetani
- Cardinale Ulderico Carpegna
- Cardinale Paluzzo Paluzzi Altieri degli Albertoni
- Papa Benedetto XIII
- Papa Benedetto XIV
- Papa Clemente XIII
- Cardinale Marcantonio Colonna
- Cardinale Giacinto Sigismondo Gerdil, B.
- Cardinale Giulio Maria della Somaglia
- Cardinale Carlo Odescalchi, S.I.
- Cardinale Costantino Patrizi Naro
- Cardinale Lucido Maria Parocchi
- Papa Pio X
- Cardinale Gaetano De Lai
- Cardinale Raffaele Carlo Rossi, O.C.D.
- Vescovo Giuseppe Di Donna, O.SS.T.